# Tymoteusz Karpowicz
Tymoteusz Karpowicz est un poète, prosateur, dramaturge et traducteur polonais né le 15 décembre 1921 à Zielona près de Vilnius et mort le 29 juin 2005 à Oak Park. Il est l'un des principaux créateurs de poésie linguistique et est considéré comme le dernier grand moderniste, dont l'œuvre résume l'expérience de l'avant-garde poétique polonaise du XXe siècle.

## Biographie

### Jeunesse et études
Il naît le 15 décembre 1921 dans le village de Zielona, près de Vilnius. Enfant, il perd sa main gauche dans un accident. Pendant la Seconde Guerre mondiale, il participe au mouvement de résistance polonais. Il étudie la philologie polonaise à Wrocław.

### Carrière
De 1945 à 1949, il vit à Szczecin, où il travaille à la radio polonaise. Il déménage ensuite à Wrocław, où il vit jusqu'en 1978.
Il débute en 1948 avec le volume de prose poétique Legendy pomorskie, et le recueil de poèmes Żywe wymiary. Après la déclaration du réalisme socialiste en littérature en 1949, il cesse de publier.
Il ne reprend son activité littéraire qu'en 1956, au moment du dégel. Il devient alors rédacteur en chef de l'hebdomadaire Nowe Sygnały. Mais en 1957, cet hebdomadaire est fermé jugé « trop indépendant ». Plus tard, Karpowicz est également écarté des comités de rédaction de Poezja (pl) et Odra (pl).

### Exil aux États-Unis
En 1973, il obtient une bourse académique pour l'Amérique du Nord. Profitant de cette bourse, il décide de ne pas retourner dans son pays et s'exile aux États-Unis jusqu'à sa mort.
À dater de 1978, il est professeur à l'université de l'Illinois à Chicago (retraité à partir de 1993). En tant qu'universitaire, il fait des recherches sur l'œuvre de Bolesław Leśmian. Il était membre de l'Association des écrivains polonais.
Il meurt le 26 juin 2005 à Oak Park. Il est enterré le 3 août 2005 avec son épouse Maria Karpowicz née Budniewska (décédée en mai 2004 des suites d'une grave maladie) au cimetière d'Osobowicki à Wrocław.

## Description de son œuvre
Son activité littéraire est principalement liée au courant linguistique de la poésie. Un exemple typique de ses métaphores caractéristiques, profondément enracinées dans le langage, est le poème Rozkład jazdy (dans le volume W imię znaczenia, 1962) : le titre évoque une salle d'attente de gare, mais le contenu de l'œuvre suggère quelque chose de tout à fait différent. Ici, nous pouvons parler de mots piégés dans des automatismes linguistiques et de la libération des significations.
Dans son œuvre poétique, Karpowicz utilise la gradation, l'anaphore, l'ironie, polémique avec la tradition et joue avec le sens des mots.

## Vie privée
Sa première femme est Maria Łokucjewska, avec laquelle il divorce en 1946. Plus tard, il épouse Maria Budniewska. 

## Récompenses et distinctions
En 2000, son dernier volume de poèmes, Słoje zadrzewne, est nommé pour le prix Nike.

## Hommages
En 2010, deux monographies de l'œuvre de Karpowicz sont publiées, intitulées Synteza mowy Tymoteusza Karpowicza par Joanna Roszak et Rozwiązywanie tekstów. Poetyckie polimorfie Tymoteusza Karpowicza de Bartosz Małczyński, qui est également l'auteur de la sélection et de l'introduction du volume Utwory poetyckie Tymoteusza Karpowicza dans la série de la Bibliothèque nationale.
En outre, ont été publiés un recueil de mémoires et d'entretiens sur le poète intitulé W cztery strony naraz. Portrety Karpowicza et un recueil de textes critiques sur son œuvre, Podziemne wniebowstąpienie. Ces deux ouvrages sont publiés par Biuro Literackie à Wrocław.
Les archives de Karpowicz sont remises en ordre par Jan Stolarczyk, l'éditeur de son héritage.
Le 28e festival international de poésie Mai sur la rivière Vilnia (pl) est dédié en 2021, entre autres, au 100e anniversaire de la naissance de Tymoteusz Karpowicz.